# 핫 하우스 엔터테인먼트
핫 하우스 엔터테인먼트(Hot House Entertainment)는 샌프란시스코에 본사를 둔 게이 포르노 기업이다. 1993년 스티븐 스카버러에 의해 설립되었다.